# Robert Kodym
Robert (Maxmilián) Kodym (* 20. února 1967 v Praze) je český rockový zpěvák, kytarista, skladatel, textař, hudební producent a hudební aranžér. Je zakládajícím členem rockových kapel Lucie a Wanastowi Vjecy.

## Osobní život

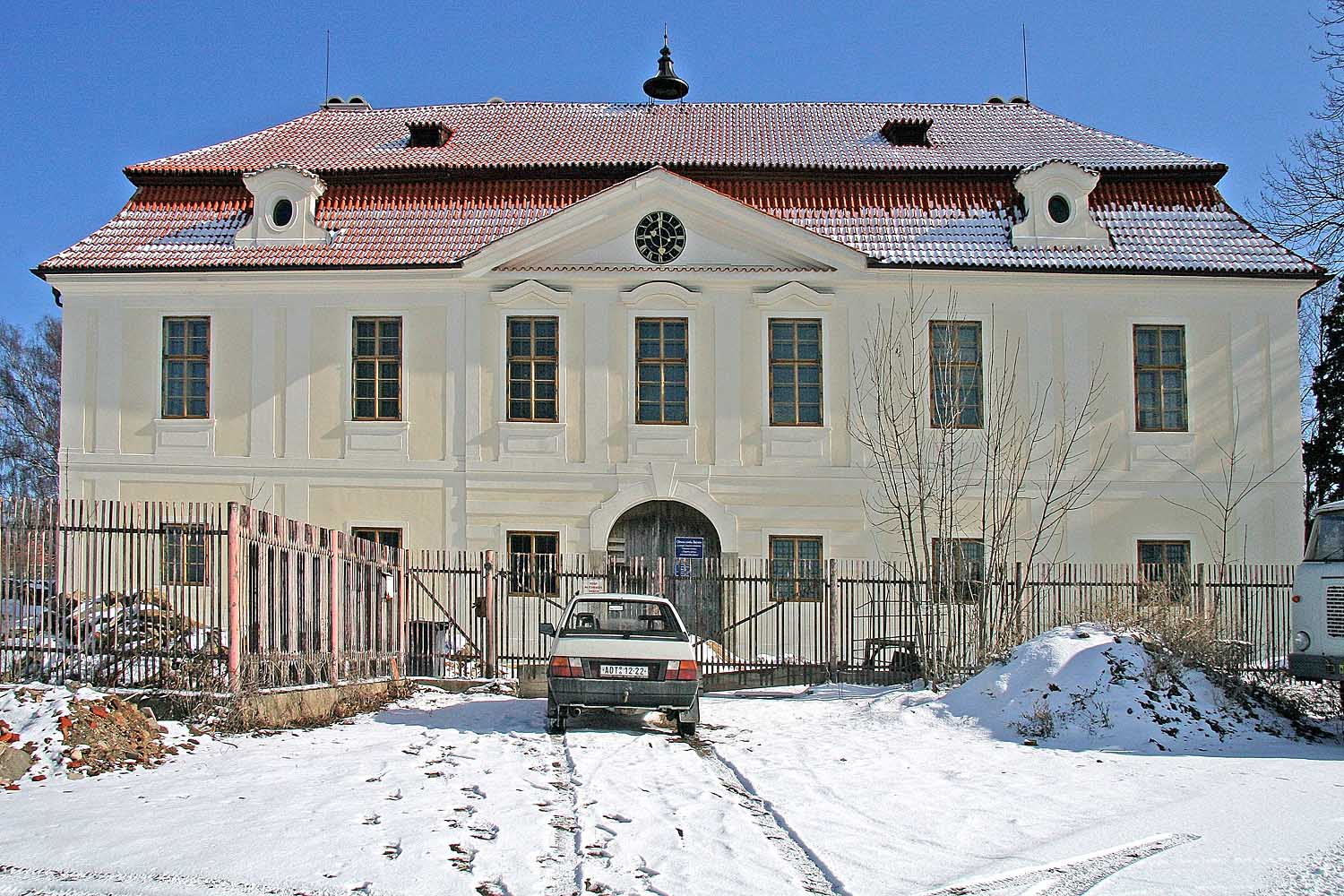
Starý zámek v Bečvárech, bydliště Roberta Kodyma

Narodil se v Praze a při křtu dosal jméno Robert Maximilián Kodym. Zajímá se mj. o historii a je majitelem Starého zámku v Bečvárech na Kolínsku. Silně zanebaný zámek koupil v roce 1995 a mezi lety 2000 – 2011 ho opravil a přestavěl na soukromé sídlo, kde trvale žije. V roce 2000 se po dvouleté známosti oženil se Slovenkou Zuzanou. 15. dubna 2006 se manželům narodila dcera Amélie Anna.

### Hudební kariéra
Otextoval a nazpíval několik hitů obou výše zmíněných skupin. Mezi nejpopulárnější písně nazpívané Robertem Kodymem patří za Wanastowi Vjecy jejich úvodní skladba „Tak mi to teda nandey“, dále například „Sbírka zvadlejch růží“, „Slečna Anna je za vodou“ nebo „Andělé“. Ze skladeb repertoáru Lucie jsou to „Dotknu se ohně“, „Lucie“, „L'aura“ nebo „Panic“.
Robert má několik kytar různých značek (např. Gibson, Gretsch a Fender).

### Monarchismus
Robert Kodym se dlouhodobě hlásí k monarchismu. Už před rokem 1989 byl sympatizantem Petra Placáka a hnutí České děti, které vydalo Manifest Návrat krále. Domnívá se, že by se Česko mělo stát moderní konstituční monarchií jako je Spojené království, Španělsko, Švédsko, Norsko, Belgie, Lucembursko nebo Dánsko. Uvádí, že postava prezidenta jako hlavy státu na rozdíl od krále postrádá státotvorný charakter a většina Čechů má v sobě zakořeněné monarchistické cítění. Monarchistické smýšlení explicitně vyjádřil například v textu písně „Kde je český král?“ nebo v rozhovoru pro podcastový seriál Hradní harašení Českého královského institutu.